# ایو ژاک
ایو ژاک (فرانسوی: Yves Jacques‎؛ زادهٔ ۱۰ مهٔ ۱۹۵۶) بازیگر اهل کانادا است. وی از سال ۱۹۸۰ میلادی تاکنون مشغول فعالیت بوده‌است.
از فیلم‌ها یا برنامه‌های تلویزیونی که وی در آن نقش داشته‌است، می‌توان به سفر گروهی، گریس موناکو، هوانورد، تهاجم بربرها، استریکس و اوبلیکس: خدا حافظ خاک بریتانیا، ترزا دیکیرو، به‌هرحال لارنس، من، خودم و مامان، ناپلئون و سلطنت زیبایی ۲۰۱۴ اشاره کرد.